# Kimekken
De Kimekken waren een Turkssprekende stamfederatie in Centraal-Azië in het gebied rond de Irtysj. De naam Kimek verwijst waarschijnlijk ook naar een dominante stam binnen de federatie.
De oorsprong van de federatie is onduidelijk. Een belangrijk onderdeel waren de Kiptsjaken.
de Kimek-Kiptsjakse federatie ontstond in 742 na de val van het Tweede Turkse kanaat. Met de val van het Oeigoerse kanaat in 840 namen de Kimekken, net als de Karlukken en Kirgiezen, de titel grootkan aan.
In tegenstelling tot andere steppevolken leefden de Kimekken ver van stedelijke centra, zoals China of de zuidelijke oases. Ze waren daarom niet afhankelijk van de nabijheid van handelspartners of doelwitten voor plundering. Volgens de Perzische historicus Abu Said Gardizi (overleden 1061) telde de Kimek-Kiptsjak-federatie zeven stammen:
- Kimek
- Imi
- Tataren
- Bayandur
- Kiptsjak
- Lanikaz
- Ajlad

De Kiptsjaken, die het westelijke deel van de federatie vormden, leefden langs de middenloop van de Syr Darya en rond het Aralmeer. Aan het begin van de 11e eeuw trokken ze naar het westen en verdreven de Ogoezen van hun land. Als gevolg hiervan werden de Kiptsjakken machtiger en kregen ook binnen de federatie meer macht.
In 924 begonnen de in Mantsjoerije woonachtige Kitan een offensief westwaarts, waarbij ze in Mongolië de Kirgiezen en vervolgens de Oeigoeren, Tangut en Tuyuhun versloegen.
Dit veroorzaakte een westwaartse migratie in de Euraziatische steppe die leidde tot het verval van het kanaat Kimek tegen het einde van de 10e of het begin van de 11e eeuw. Na het einde van het kanaat migreerde een deel van de Kiptsjaken verder naar het westen.